# Polistes melanarius
Polistes melanarius är en getingart som beskrevs av Zikan 1951. Polistes melanarius ingår i släktet pappersgetingar, och familjen getingar. Inga underarter finns listade i Catalogue of Life.